# Bromure de cuivre(II)
 (juin 2022).
La mise en forme du texte ne suit pas les recommandations de Wikipédia : il faut le « wikifier ».
Les points d'amélioration suivants sont les cas les plus fréquents. Le détail des points à revoir est peut-être précisé sur la page de discussion.
- Les titres sont pré-formatés par le logiciel. Ils ne sont ni en capitales, ni en gras.
- Le texte ne doit pas être écrit en capitales (les noms de famille non plus), ni en gras, ni en italique, ni en « petit »…
- Le gras n'est utilisé que pour surligner le titre de l'article dans l'introduction, une seule fois.
- L'italique est rarement utilisé : mots en langue étrangère, titres d'œuvres, noms de bateaux, etc.
- Les citations ne sont pas en italique mais en corps de texte normal. Elles sont entourées par des guillemets français : « et ».
- Les listes à puces sont à éviter, des paragraphes rédigés étant largement préférés. Les tableaux sont à réserver à la présentation de données structurées (résultats, etc.).
- Les appels de note de bas de page (petits chiffres en exposant, introduits par l'outil «  Source ») sont à placer entre la fin de phrase et le point final[comme ça].
- Les liens internes (vers d'autres articles de Wikipédia) sont à choisir avec parcimonie. Créez des liens vers des articles approfondissant le sujet. Les termes génériques sans rapport avec le sujet sont à éviter, ainsi que les répétitions de liens vers un même terme.
- Les liens externes sont à placer uniquement dans une section « Liens externes », à la fin de l'article. Ces liens sont à choisir avec parcimonie suivant les règles définies. Si un lien sert de source à l'article, son insertion dans le texte est à faire par les notes de bas de page.
- La présentation des références doit suivre les conventions bibliographiques. Il est recommandé d'utiliser les modèles {{Ouvrage}}, {{Chapitre}}, {{Article}}, {{Lien web}} et/ou {{Bibliographie}}. Le mode d'édition visuel peut mettre en forme automatiquement les références.
- Insérer une infobox (cadre d'informations à droite) n'est pas obligatoire pour parachever la mise en page.

Pour une aide détaillée, merci de consulter Aide:Wikification.
Si vous pensez que ces points ont été résolus, vous pouvez retirer ce bandeau et améliorer la mise en forme d'un autre article.
Le bromure de cuivre(II) (CuBr2) est un composé chimique. Il est utilisé pour le traitement des images photographiques et comme agent de bromation en synthèse organique.
Il est aussi utilisé pour les lasers à vapeur de cuivre, une classe de laser où le milieu amplificateur est de la vapeur de bromure de cuivre formé in situ à partir de bromure d'hydrogène qui réagit avec le tube de décharge en cuivre. Il produit une lumière jaune ou verte, il est utilisé pour des applications en dermatologie.

## Synthèse
Le bromure de cuivre(II) est obtenu en associant l'oxyde de cuivre(II) et l'acide bromhydrique :
CuO + 2HBr → CuBr2 + H2O.

## Purification
Le bromure de cuivre(II) est purifié par cristallisation deux fois dans l'eau, filtré pour enlever le CuBr et concentré sous vide. Ce produit est ensuite déshydraté avec du pentoxyde de phosphore.

## Structure
À l'état solide, CuBr2 a une structure polymérique, avec CuBr4 les unités planes des côtés opposés se connectent pour former une chaîne.
La structure cristalline est monoclinique, groupe d'espace C2/m, avec comme paramètres cristallins a = 714 pm, b = 346 pm, c = 718 pm et ß = 121° 15'. L'unité monomère CuBr2 est présente dans la phase gazeuse à haute température. Il crée des solutions vert-bleu vif dans l'eau et réagit exothermiquement avec l'aluminium :
3 CuBr2 + 2 Al → 2 AlBr3 + 3 Cu.

## Réactions
Le bromure de cuivre(II) dans l'acétate d'éthyle-chloroforme réagit avec la cétone et forme des α-bromocétones. Le produit de ce résultat peut être directement utilisé pour la préparation de dérivés. Cette méthode hétérogène est connue pour être la méthode la plus sélective et directe pour former des α-bromocétones.
La dibromination des néopentylglycols, en utilisant la combinaison des réactifs CuBr2/LiBr est réalisée pour que le néopentylglycol serve d'accepteur de glycosyle pour le couplage des ions halonium. Ces réactions donnent des rendements élevés de dibromides pour les sucres alcényles qui sont résistants à une réaction directe avec une molécule de brome.

## Usages
Les lasers au bromure de cuivre(II) produisent des impulsions de lumière jaune et verte et sont étudiés pour un possible traitement des lésions cutanées. Des expériences ont montré que le traitement au bromure de cuivre(II) est bénéfique pour le rajeunissement de la peau.
Il a été largement utilisé en photographie. La solution était utilisée comme étape de blanchissement pour intensifier des négatifs au collodion et à la gélatine.
Le bromure de cuivre(II) a aussi été proposé comme possible matériau pour les capteurs d'humidité.

## Sécurité
Le bromure de cuivre(II) est nocif en cas d'ingestion. Il affecte le système nerveux central, le cerveau, les yeux, le foie et les reins. Il est irritant pour la peau, les yeux et les voies respiratoires.[réf. nécessaire]

## Présence dans la nature
Le bromure de cuivre(II) pur est en 2020 inconnu parmi les minéraux. Cependant, la barlowite, Cu4BrF(OH)6, est digne d'être mentionnée,.